# Ставки сделаны
«Ставки сделаны» (фр. Rien ne va plus) — французская криминальная комедия режиссёра Клода Шаброля, вышедшая на экраны в 1997 году.

## Сюжет
Пара ловких мошенников — 60-летний остроумный и импозантный Виктор (Мишель Серро) и 30-летная очаровательная Бетти (Изабель Юппер) — путешествует на автофургоне по Франции и соседним странам. В дорогих отелях они выискивают потенциальную жертву среди делегатов конференций и съездов, затем Бетти соблазняет её, подсыпает в стакан снотворное, после чего парочка похищает из номера жертвы некоторую часть денег с таким расчётом, чтобы избежать интереса со стороны полиции.
Тем временем, в тайне от Виктора Бетти в течение года разрабатывала план крупного дела. Она решила похитить у казначея международного наркосиндиката Мориса (Франсуа Клюзе) чемоданчик с пятью миллионами швейцарских франков, с которым тот задумал сбежать. По плану Бетти, Виктор должен подменить чемоданчик на аналогичный и унести деньги, но у Виктора возникают подозрения относительно Бетти и её плана — уж не хочет ли она обмануть его, а также как быть с опытным и ловким Морисом, и как избежать преследования мафии, которая захочет вернуть свои деньги. Головокружительная серия скрытых и явных надувательств, обманов и интриг полностью запутывает вопрос о том, кто кого обманывает в треугольнике Бетти, Виктора и Мориса.

## В ролях
- Изабель Юппер — Элизабет / Бетти
- Мишель Серро — Виктор
- Франсуа Клюзе — Морис Бьяджини
- Жан-Франсуа Бальмер — Мсье К
- Жакки Берруайе — Робер Шатильон
- Жан Бенгиги — гангстер из Гваделупы
- Мони Дальмес — синьора Тротти
- Тома Шаброль — клерк швейцарского банка
- Грег Жермен — разговорчивый мужчина
- Натали Кузнецофф — блондинка
- Пьер Марто — делегат
- Эрик Боникатто — делегат
- Пьер-Франсуа Дюменьо — делегат
- Ив Верховен — карманник
- Анри Атталь — греческий торговец

## Оценка фильма критикой
Историк кино Ричи Унтербергер на сайте AllMovie охарактеризовал картину как «типичный комедийный авантюрный триллер о паре мошенников с сильным актёрским составом, поставленный признанным режиссёром, который однако не достигает тех высот, которых можно было бы ожидать». Конечно, мастерское актёрское взаимодействие Юппер и Серро интригует своей загадочностью, заставляя зрителей постоянно быть начеку в отношении того, являются ли их поступки благородством, вероломством или комбинацией этих взаимоисключающих качеств. Однако фильм не захватывает настолько, насколько мог бы с таким составом и таким сюжетом. Возможно, проблема заключается в том, в фильме смешаны два жанра — с одной стороны, это полукомедийное исследование странных, не совсем понятных, дружеских, но ненадёжных отношений между Бетти и Виктором, а с другой стороны, саспенс-триллер с похищением денег мафии. Слабыми моментами картины являются также слишком неторопливый и расслабленный ход повествования и отсутствие остроты в кульминационной сцене, что разрушает атмосферу напряжённости, ради которой люди обычно и смотрят фильмы об аферистах и мошенниках.

## Признание
В 1997 году на Международном кинофестивале в Сан-Себастьяне Клод Шаброль завоевал с этим фильмом «Золотую раковину» за лучший фильм и «Серебряную раковину» как лучший режиссёр. В 1998 году за этот фильм Клод Шаброль был номинирован на Гран-при фестиваля AFI Американского института киноискусства. В 1998 году за работу в этом фильме Мишель Серро был удостоен премии Люмьер лучшему актеру.